# 克利爾湖 (伊利諾伊州卡斯縣)
克林爾湖（英語：Clear Lake）是位於美國伊利諾伊州卡斯縣的一個非建制地區。該地的面積和人口皆未知。

## 地理
克林爾湖的座標為40°03′02″N 90°18′32″W / 40.05056°N 90.30889°W，而該地的平均海拔高度為135米（即443英尺）。